# Kemiska institutionen (Lunds universitet)
Kemiska institutionen vid Lunds universitet är en gemensam institution för kemi inom den naturvetenskapliga fakulteten och den tekniska fakulteten, Lunds Tekniska Högskola, vid Lunds universitet.

## Allmänt
Kemiska institutionen är verksam vid Kemicentrum i Lund. Kemicentrum är ett av nordens största centra för utbildning och forskning inom kemiområdet. Kemicentrum rymmer även institutionerna för kemiteknik och livsmedelsteknik. Kemicentrum är beläget i det norra universitetsområdet i Lund med närhet till flera stora forsknings- och innovationscentra såsom Ideon och Medicon Village samt forskningsanläggningarna ESS och Max IV. Kemiska institutionen bedriver undervisning och forskning som spänner över hela kemiämnet. Institutionen har ca 350 anställda, varav ca 170 är doktorander. Antalet helårsstudenter som deltar i grundutbildningen vid kemiska institutionen är ca 600.

## Grundutbildning
På kemiska institutionen vid Lunds universitet kan man studera kemi inom både det naturvetenskapliga kandidat- och masterprogrammet och civilingenjörsprogrammet.
Utbildningar vid kemiska institutionen:
- Kandidatutbildning: naturvetenskapliga kandidatprogrammet i kemi
- Masterprogram: masterprogrammet i kemi, masterprogrammet i proteinvetenskap och masterprogrammet i nanokemi.
- Civilingenjörsprogram; bioteknikprogrammet, kemiteknikprogrammet och ekosystemteknikprogrammet.

## Forskarutbildning
Kemiska institutionen bedriver forskarutbildning inom samtliga verksamma forskningsområden. Ca 170, både nationella och internationella studenter, deltar i forskarutbildningen vid kemiska institutionen. Kemiska institutionen presenterade under 2011 28 avhandlingar.

## Forskningsområden
Biofysikalisk kemi, biokemi, strukturbiologi, bioteknik, kemisk fysik, fysikalisk kemi, organisk kemi, oorganisk kemi, materialkemi, polymerkemi, analytisk kemi, mikrobiologi, teoretisk kemi.

## Organisation
Kemiska institutionen tillhör både den naturvetenskapliga fakulteten och Lunds Tekniska Högskola (LTH) vid Lunds universitet. På institutionen bedrivs forskning och utbildning inom fyra centra; Centrum för analys och syntes, Centrum för molekylär proteinvetenskap, Centrum för tillämpade biovetenskaper och Enheten för fysikalisk- och teoretisk kemi. Institutionen styrs av en ledning och en institutionsstyrelse under ledning av prefekten. 

## Historia
1666 Lunds universitet grundades Under Lunds universitets första århundrade växlade kemiämnet mellan den medicinska och den filosofiska fakulteten. 
1812 Lunds universitet får sin första avlönade professor i kemi, Jonas Albin Engeström.
1846 Kemiska institutionen bedriver tillsammans med fysiska institutionen och zoologiska institutionen sin verksamhet i gamla biskopshuset på Helgonabacken i Lund. Efter två år blev huset för litet och de tre institutionerna bytte hus med biskopen och hans familj och flyttade till Krafts torg (nuvarande historiska museet) 
1862 Kemiska institutionen får sitt första egna laboratorium i huset mellan Magle stora och  Magle lilla kyrkogata. 
Johan Wilhelm Blomstrand blir kemiska institutionens första internationellt erkända professor i kemi. Johan Wilhelm Blomstrand var förutom professor i kemi och mineralogi också grundare av Kemiska föreningen i Lund, som är förening inom Svenska kemistsamfundet.
1937 Kemiska institutionen flyttar till nya lokaler på Helgonavägen.
1956 Kemiämnena lämnar den filosofiska fakulteten och började tillhöra den matematiska-naturvetenskapliga fakulteten.
1965 Lunds tekniska högskola(grundad 1961) får sina första kemiprofessorer, Bengt Aurivillius och Bengt Smith.
1968 Kemicentrum stod klart i syfte att bilda en storinstitution och samla all forskning inom kemiämnet. Visionen om en kemisk storinstitution sägs ha inspirerats av amerikanska forskningsorganisationer såsom MIT och Caltech. 
1969 Kemiforskningen från både matematiska-naturvetenskapliga fakulteten (idag naturvetenskapliga fakulteten) och Lunds tekniska högskola integrerades och bildade den 1 juli 1969 en gemensam kemisk institution. 
2003 Kemiska institutionen (också kallad Kemicentrum) delades upp till tre mindre institutioner; kemiska institutionen, institutionen för kemiteknik och institutionen för livsmedelsteknik. Alla institutioner var och är fortfarande idag samlade på Kemicentrum. 